# Enzio Cetrangolo
Enzio Cetrangolo (Rutino, 13 febbraio 1919 – Roma, 1986) è stato un latinista, traduttore e poeta italiano, docente di Letteratura Latina all'Università La Sapienza di Roma, cattedra che fu di Salvatore Quasimodo.

## Biografia
Figlio di Giuseppe (docente di Letteratura al Conservatorio di Pesaro) e di Giannina Brigante (morta giovanissima), dopo il secondo matrimonio del padre andò in un collegio Salesiano a Bologna, poi a Fano: in seguito si iscrisse all'Università di Firenze.
Nel 1942 diventò ufficiale di fanteria presso la Scuola Militare di Fano. Nell'estate del 1943 fu mobilitato sul fronte albanese, ordine revocato il 25 luglio in seguito alla caduta del governo Mussolini. Ritiratosi a Pesaro, accettò l'invito del Prefetto della Repubblica Sociale Italiana di svolgere attività di interprete presso l'Ufficio di Collegamento con i Comandi germanici, senza veste politica. La conoscenza del tedesco (si era cimentato nella traduzione del Faust di Goethe) gli permise di uscire indenne dai tragici eventi determinati dalle alterne occupazioni.
Nel 1946 riprese e completò gli studi universitari dedicandosi a ricerche su Catullo. Si trasferì nel 1949 a Roma dove moltiplicò le sue conoscenze di letterati e uomini di cultura. Presentato da Manara Valgimigli e da Giovan Battista Angioletti, iniziò la collaborazione alla RAI con un ciclo di trasmissioni sui lirici greci per il Terzo Programma di RadioRai appena inaugurato. Le successive fasi della sua vita furono segnate dalla totale dedizione allo studio dei classici e alle numerose traduzioni soprattutto dal latino ma anche dal greco.
Morì a Roma nel 1986.

## Una nota critica
Riconducibile alle atmosfere poetiche dello straordinario fermento culturale del dopoguerra fiorentino il Cetrangolo è da apprezzare anche “per la lettura non soltanto critica dei classici latini, ch'è poi rinnovato gusto per la parola e la misura classica integra e compiuta anziché frammentaria e immagista... Le sue traduzioni raggiungono notevolissimi risultati di concentrata poeticità in una lingua duttile e pregnante. Di gusto e sintonia classica sono anche i suoi richiami liberamente adoperati ad esprimere sentimenti e situazioni di moderna compostezza ed accentuano con l'alone di tristezza dei miti trapassati la spontanea malinconia del suo canto... (Leonardo R. Patanè)

## Opere e traduzioni
- J.W. Goethe, Faust, Traduzione in versi italiani di Enzio Cetrangolo, Pesaro, G. Federici, 1942
- Catullo, Le poesie, nella versione di Enzio Cetrangolo, Venezia, N. Pozza, 1946
- Ho vegliato le notti serene, Traduzioni da Lucrezio, Firenze, Sansoni, 1950 (scelta antologica)
- Il sonno di Palinuro, Traduzione da Virgilio, Firenze, Sansoni, 1955
- Ennio, Frammenti, Traduzione, Milano, All'insegna del Pesce d'oro, 1955
- Bandusia, Traduzioni da Orazio,  Milano, All'insegna del Pesce d'oro, 1959
- Quinto Orazio Flacco, Carmi, Traduzione, Firenze, Sansoni, 1960
- Publio Virgilio Marone, Tutte le opere, Traduzione, Firenze, Sansoni, 1966
- Lucrezio, Della Natura, Traduzione, Firenze, Sansoni, 1968
- Quinto Orazio Flacco, Tutte le opere, Traduzione, Firenze, Sansoni, 1968
- Sofocle, Tragedie, Versione, Torino, ERI, 1971
- Publio Cornelio Tacito, Tutte le opere, Versione, introduzione e note, Firenze, Sansoni, 1979
- La letteratura latina, Vol. I: Dalle origini a Virgilio, Firenze, Sansoni, 1981
- La letteratura latina, Vol. II: Da Augusto a Marziale, Firenze, Sansoni, 1981
- La letteratura latina, Vol. III: Da Tacito all'era cristiana, Firenze, Sansoni, 1981
- La lirica latina, Traduzione, Firenze, Sansoni, 1983
- Omero, Odissea, versione di Enzio Cetrangolo, Sansoni, Firenze, 1990

## Poesie
- Cilento. Sonetti, Pesaro, A. Nobili, 1939 (opera prima)
- Cilento con altre liriche aggiunte, Napoli, Studio di propaganda editoriale, 1940
- Dies magna, Pesaro, G. Federici, 1943
- Alcune poesie, pubblicate a cura di Mario Dell'Amore, Pesaro, Federici, 1945
- Undici poesie e un frammento, Urbino, Istituto d'arte, 1947
- Il canto del gallo estroso, la girandola ed altre poesie, Roma, Sirio, 1948
- I miti del Tirreno, Milano, All'insegna del Pesce d'oro, [1956] (Seconda edizione: Urbino, Istituto statale d'arte, 1957; Terza edizione: Milano, A. Mondadori, 1958)
- Inni e notturni, Milano, All'insegna del Pesce d'oro, 1977
- Lucrezio. Tragedia, Roma, Edizioni della cometa, 1982

## Indicazioni bibliografiche
- Ermanno Corsi [et al.], Enzio Cetrangolo poeta e traduttore, a cura di Francesco D'Episcopo e Antonio De Vita, Napoli, Edizioni Scientifiche Italiane, 1996
- Italo Gallo, Profili di personaggi salernitani tra Ottocento e Novecento, Salerno, Laveglia, 2002